# 大果西番蓮
大果西番蓮（學名：Passiflora quadrangularis）是西番蓮屬的植物中，果實最大的一種。它是分布於熱帶美洲的一種多年生植物，擁有心形的、卵形的或是尖形的平滑葉子。其葉柄（petiole）有四到六個腺體。它的根部可用來當作催吐劑與麻醉藥品。它也擁有很香的花並能結出長橢圓形的果實，果實中包含了許多的種子，嵌入於稍帶酸味但可食用的假種皮之中。
大果西番蓮有時候會在溫室中種植。其他幾種西番蓮屬的植物果實都可以食用，如樟葉西番蓮（Passiflora laurifolia）被當作「水檸檬」（Water lemon）以及蘋果狀西番蓮（Passiflora maliformis）被當作西印度群島的「甜葫蘆」（Sweet calabash）。

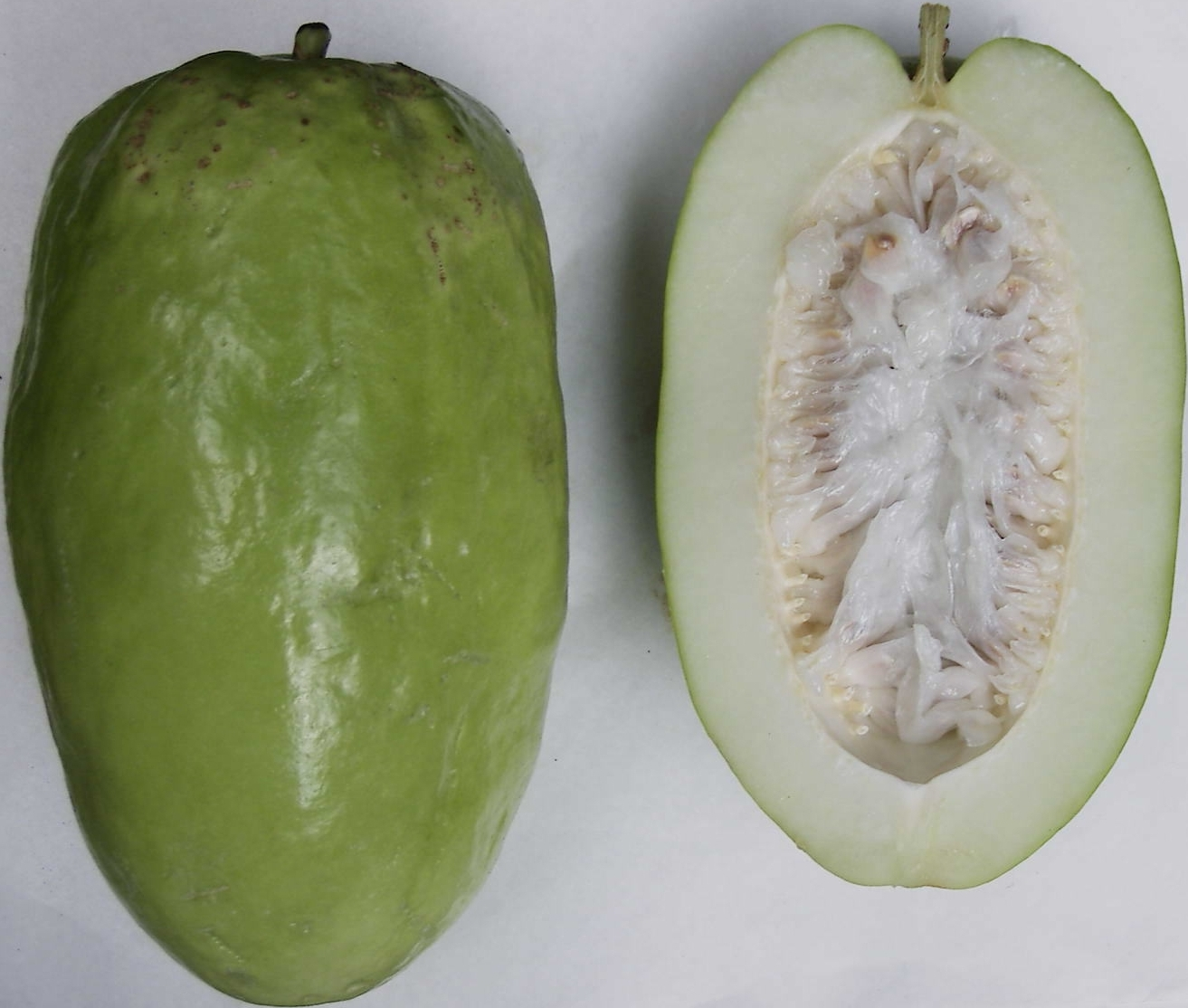
完整與縱切的大果西番蓮

該果實果肉厚且種子少。和百香果一樣可供食用，但甜度、酸度較一般百香果低。可製果汁，未成熟果實的果肉也可當蔬菜煮食。